# Přehořov
Přehořov är en ort i Tjeckien.   Den ligger i regionen Södra Böhmen, i den centrala delen av landet, 100 km söder om huvudstaden Prag. Přehořov ligger 422 meter över havet och antalet invånare är 332.
Terrängen runt Přehořov är platt. Runt Přehořov är det ganska glesbefolkat, med 28 invånare per kvadratkilometer. Närmaste större samhälle är Tábor, 19,8 km norr om Přehořov. Omgivningarna runt Přehořov är en mosaik av jordbruksmark och naturlig växtlighet.